# Rachel Ashley
Rachel Ashley (n. 4 iulie 1964, SUA) este o fostă actriță porno, ea a jucat diferite roluri folosind pseudonimele Rachel Orion, Ashley Summer, Ashley Summers sau Rhonda Vanderbildt.
Debutul ei în domeniul pornografiei a fost în anul 1983, când avea 19 ani. În anul 1984 i se acordă premiiile AVN Award, XRCO Award și AFAA Award. Ea se retrage din domeniul pornografiei în anul 1989, după ce a jucat în peste 75 de producții pornografice.

## Filmografie
- 1983: Fleshdance
- 1983: Alexandra
- 1983: Golden Girls
- 1984: Every Woman Has a Fantasy
- 1984: Breaking It
- 1985: Corporate Assets
- 1985: The Sperminator
- 1986: I Wanna Be a Bad Girl
- 1987: Transverse Tail
- 1987: Slumber Party Reunion
- 1987: Deep Inside Rachel Ashley
- 1988: Shaved Sinners
- 1989: Slick Honey

## Premii
- AVN Award
- Premiul XRCO